# Lysipomia speciosa
Lysipomia speciosa är en klockväxtart som beskrevs av Tina J. Ayers. Lysipomia speciosa ingår i släktet Lysipomia och familjen klockväxter. IUCN kategoriserar arten globalt som starkt hotad.
Artens utbredningsområde är Ecuador. Inga underarter finns listade i Catalogue of Life.